# Elisabeth Pletscher
Elisabeth Pletscher (Trogen, 12 ottobre 1908 – Trogen, 11 agosto 2003) è stata un'attivista svizzera.

## Biografia

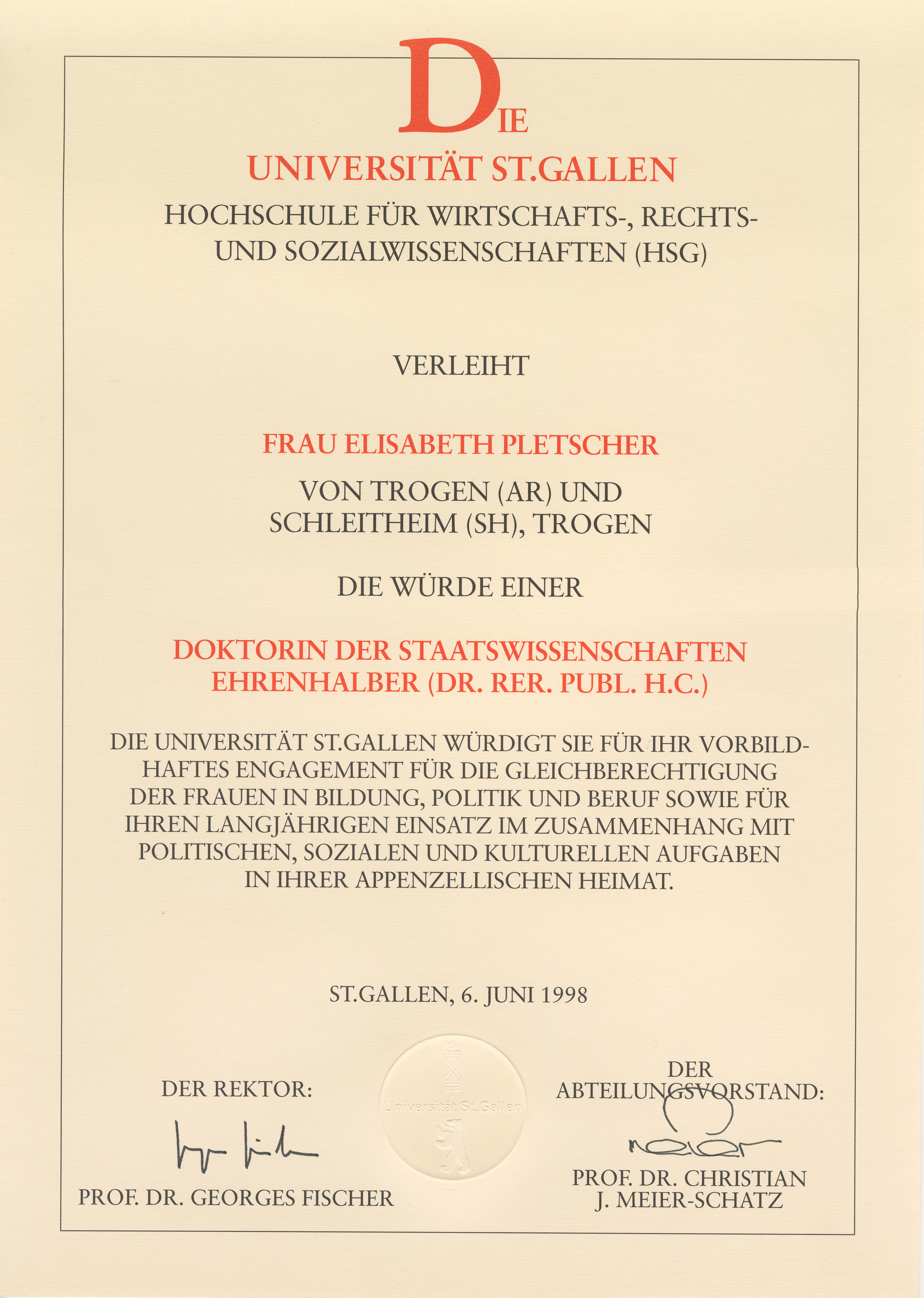
Il dottorato honoris causa dell'Università di San Gallo

Figlia di Theodor, docente di scuola cantonale, e di Martha Susanne Kern. Fu pro-pronipote di Jacob Zellweger. Rimase nubile tutta la vita. Dopo la maturità alla scuola cantonale di Trogen, frequentò la scuola per laboratoriste a Berna. Dal 1930 al 1973 fu capolaboratorista alla clinica ginecologica dell'ospedale cantonale di Zurigo e durante la seconda guerra mondiale fu laboratorista del servizio complementare femminile.
Nel 1929 fu cofondatrice dell'Associazione professionale svizzera delle laboratoriste mediche, di cui fu anche presidente dal 1956 al 1966. Nel 1954 organizzò a Zurigo il primo congresso internazionale della categoria, da cui scaturì la Federazione internazionale che Pletscher diresse dal 1954 al 1973. Nel 1958 collaborò alla SAFFA.
Con senso dell'umorismo tipicamente appenzellese, in occasione di tavole rotonde dal 1959 si impegnò per l'introduzione del suffragio femminile fino alla sua adozione da parte della Landsgemeinde nel 1989. Ottenne un riconoscimento dalla Fondazione per la cultura di Appenzello Esterno nel 1997 e il dottorato honoris causa dall'Università di San Gallo nel 1998.